# Simpsonville (Kentucky)
Pour les articles homonymes, voir Simpsonville.
Simpsonville est une ville américaine située dans le comté de Shelby, dans le Kentucky. Selon le recensement de 2020, sa population est de 2 990 habitants.